# Pack-In-Video
Pack-In-Video (パック・イン・ビデオ?, también Pack-In-Soft), fue una distribuidora y desarrolladora japonesa de videojuegos que ha desarrollado numerosos videojuegos para la plataforma Famicom. Los juegos publicados están orientados al mercado japonés, En 1996 la compañía se fusionó con la división de videojuegos de Victor Entertainment y se convirtió en Victor Interactive Software.

## Juegos Publicados

### Game Boy
- Luna Lander
- Minesweeper
- Trump Boy

### PlayStation
- Downhill Snow

### Saturn
- Wangan Dead Heat
- Wangan Dead Heat + Real Arrange

### Super Famicom/Super NES
- AIII S.V.: Super A-Train 3
- Battle Submarine
- Atlas: Renaissance Voyager
- Monstania
- Umi no Nushi Tsuri
- Magical Pop'n
- Tony Meola's Sidekick Soccer
- Isozuri: Ritou Hen
- Multi Play Volleyball
- Super Battletank 2
- Super Solitaire

### TurboGrafx/Duo/PC Engine
- Aurora Quest: Otaku no Seiza in Another World
- Deep Blue
- Die Hard (desarrollado por Nichibutsu para Pack-In-Video)
- F-1 Pilot
- Formation Armed F
- Metal Angel
- Metal Angel II
- Power Gate
- Super Metal Crusher (desarrollado por Make)

### Virtual Boy
- Virtual Fishing

### MSX&MSX2
- Rambo
- Super Rambo Special
- Space Camp
- Young Sherlock
- Labyrinth
- Family Billiards
- Gunjin-Shogi（軍人将棋）
- Champion Yosuke-Ide's Mah-Jong(井出洋介名人の実戦麻雀)
- The GOLF
- Predator
- Silviana

## Juegos Desarrollados

### 3DO
- Scramble Cobra

### PC-FX
- Boundary Gate: Daughter of Kingdom

### PlayStation
- Umi no Nushi Tsuri: Takarajima he Mukatte

### Super Famicom/Super NES
- Umi no Nushi Tsuri
- Harvest Moon
- Isozuri: Ritou Hen

### Famicom/NES
- Die Hard
- Friday the 13th
- Knight Rider
- Predator
- Rambo